# Аварии на шахтах в Турции
Аварии на шахтах в Турции со смертельными исходами в последние годы участились. 

## Статистика
С 1941 года в результате аварий на шахтах погибли более трех тысяч человек, а более 100 тысяч человек получили ранения. Наиболее распространенными причинами аварий в турецких шахтах являются взрывы газа и пожары. В большинстве, несчастные случаи происходили в богатом углём иле Зонгулдак. Самая большая авария на шахте произошла 13 мая 2014 года в городе Сома ила Маниса, в результате чего погибли 284 человека. В ходе опроса, проведенного Институтом Статистики, Турция переживает больше всего несчастных случаев на производстве в добывающей отрасли.
В результате аварий на шахтах Турция находится в первых рядах по числу смертей. В Турции в 2000 году за 100 миллионов выработанных тонн погибло 710 человек. В Китае, одним из крупнейших в мире производителей угля, число умерших на 100 миллионов тонн в 2008 году составило 127 человек, в то время как в Турции — 722. В Китае это число сократилось до 37 в 2013 году. В США на 100 млн. тонн погибли 6 человек. Согласно данным Инженерно-архитектурной коллегии Турции, смертность в турецких угольных шахтах вшестеро превышает аналогичный показатель в Китае и в 200 раз — в США.
Самая крупная авария в угольной отрасли произошла 26 апреля 1942 года в китайской шахте Бэньсиху, где в результате взрыва метана и угольной пыли погибли 1549 человек.

## Список аварий
Приводится с 1983 года:
|    | Дата                 | Место                     | Причина              | Жертвы       |
| -- | -------------------- | ------------------------- | -------------------- | ------------ |
| 1  | 7 марта 1983 года    | Армутчук (Зонгулдак)      | взрыв метана         | 103 погибших |
| 2  | 10 апреля 1983 года  | Козлу (Зонгулдак)         | взрыв метана         | 10 погибших  |
| 3  | 31 января 1987 года  | Козлу (Зонгулдак)         | обвал                | 8 погибших   |
| 4  | 31 января 1990 года  | Амасра (Бартын)           | взрыв метана         | 5 погибших   |
| 5  | 7 февраля 1990 года  | Ени Челтик (Амасья)       | взрыв метана         | 68 погибших  |
| 6  | 3 марта 1992 года    | Козлу (Зонгулдак)         | взрыв метана         | 263 погибших |
| 7  | 26 марта 1995 года   | Соргун (Йозгат)           | взрыв метана         | 37 погибших  |
| 8  | 22 ноября 2003 года  | Эрменек (Караман)         | взрыв метана         | 10 погибших  |
| 9  | 8 сентября 2004 года | Кюре (Кастамону)          | пожар                | 19 погибших  |
| 10 | 2 июня 2006 года     | Дурсунбей (Балыкесир)     | взрыв метана         | 17 погибших  |
| 11 | 10 декабря 2009 года | Мустафакемальпаша (Бурса) | взрыв метана         | 19 погибших  |
| 12 | 17 мая 2010 года     | Зонгулдак                 | взрыв метана         | 30 погибших  |
| 13 | 8 января 2013 года   | Козлу (Зонгулдак)         | взрыв метана         | 8 погибших   |
| 14 | 13 мая 2014 года     | Сома (Маниса)             | взрыв трансформатора | 301 погибший |